# Thomas King (homme politique canadien)
Pour les articles homonymes, voir Thomas King et King.
Thomas King (5 septembre 1879-18 décembre 1972) est un homme politique canadien de la Colombie-Britannique. Il est député provincial libéral de la circonscription britanno-colombienne de Columbia d'une élection partielle en 1931 à 1933 et de 1934 à 1952. Il est membre de la coalition libérale-conservatrice de 1945 à 1952.
Il est brièvement ministre dans le cabinet du premier ministre Duff Pattullo à titre de ministre des Travaux publics et ministre des Chemins de fer de novembre à décembre 1941.

## Biographie
Né à Angus (en) dans le comté de Simcoe en Ontario, King étudie à Cookstown.
King meurt en à Golden en décembre 1972 à l'âge de 93 ans.